# Роальд Ос
Роальд Едгар Ос (норв. Roald Edgar Aas; нар. 25 березня 1928, Осло — пом. 18 лютого 2012) — норвезький ковзаняр, чемпіон і бронзовий призер Олімпійських ігор, призер чемпіонатів світу і Європи в класичному багатоборстві.

## Спортивна кар'єра

### Ковзанярський спорт
Роальд Ос виступав майже на всіх чемпіонатах світу і Європи між 1951 і 1960 роками, займаючи майже завжди в загальному заліку місця в першій десятці, і вважався другим номером збірної Норвегії, спочатку після Г'яльмара Андерсена, потім після Кнута Йоганнесена. Він виборов в загальному заліку бронзову нагороду на чемпіонаті світу (1958) і двох чемпіонатах Європи (1957, 1960). В той же час на своїй улюбленій дистанції 1500 м Роальд регулярно займав призові місця.

#### Виступи на Олімпіадах
Ос отримав можливість позмагатися на Олімпійських іграх 1952 на дистанції 1500 м і в рідному місті виграв свою першу олімпійську медаль. За золото боровся дует Г'яльмар Андерсен і Вільм ван дер Вурт, а Роальд Ос виявився кращим за всіх інших ковзанярів.
На Олімпіаді 1956 Ос брав участь в забігах на 1500 і 5000 м, але не зумів скласти конкуренцію лідерам на жодній дистанції.
На Зимових Олімпійських іграх 1960 на дистанції 1500 м не було явного фаворита, і тон гонці задав Борис Стенін, який в шостій парі забігу показав час 2:11,5 і став лідером. Роальд Ос, який біг в дев'ятій парі, довго поступався часу Стеніна, але фінішував дуже потужно і показав час 2:10,4, що став кращим. В тринадцятій парі стартував Євген Грішин, який встановив самий швидкий темп цього дня, але фінішував гірше за Оса і в результаті закінчив забіг з таким же часом, що і Роальд, поділивши з ним перше місце.
На дистанціях 5000 і 10 000 м Ос поступився двом десяткам суперників.
| Олімпіада              | Дисципліна | Місце |
| ---------------------- | ---------- | ----- |
| Осло 1952              | 1500 м     | 3     |
| Кортіна-д'Ампеццо 1956 | 1500 м     | 10    |
| Кортіна-д'Ампеццо 1956 | 5000 м     | 6     |
| Скво-Веллі 1960        | 1500 м     | 1     |
| Скво-Веллі 1960        | 5000 м     | 25    |
| Скво-Веллі 1960        | 10 000 м   | 23    |

### Велосипедний спорт
Роальд Ос був також успішним велосипедистом. В 1956 році він виграв два золота чемпіонату Норвегії в індивідуальній гонці переслідування і індивідуальній гонці на шосе. Крім того, Ос отримав золоту медаль за перемогу в командній гонці.